# Durga

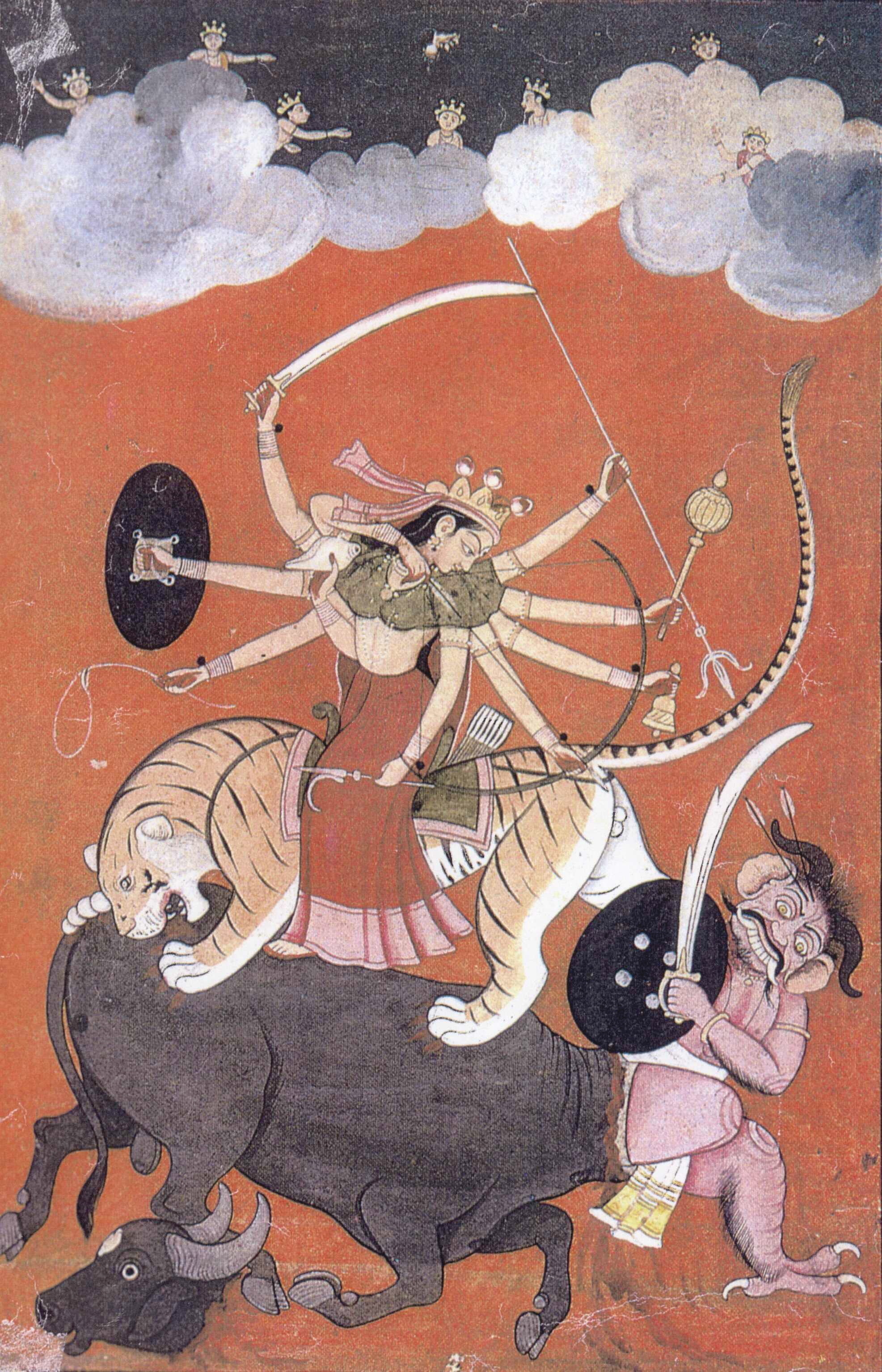
Durga i demon Mahisza

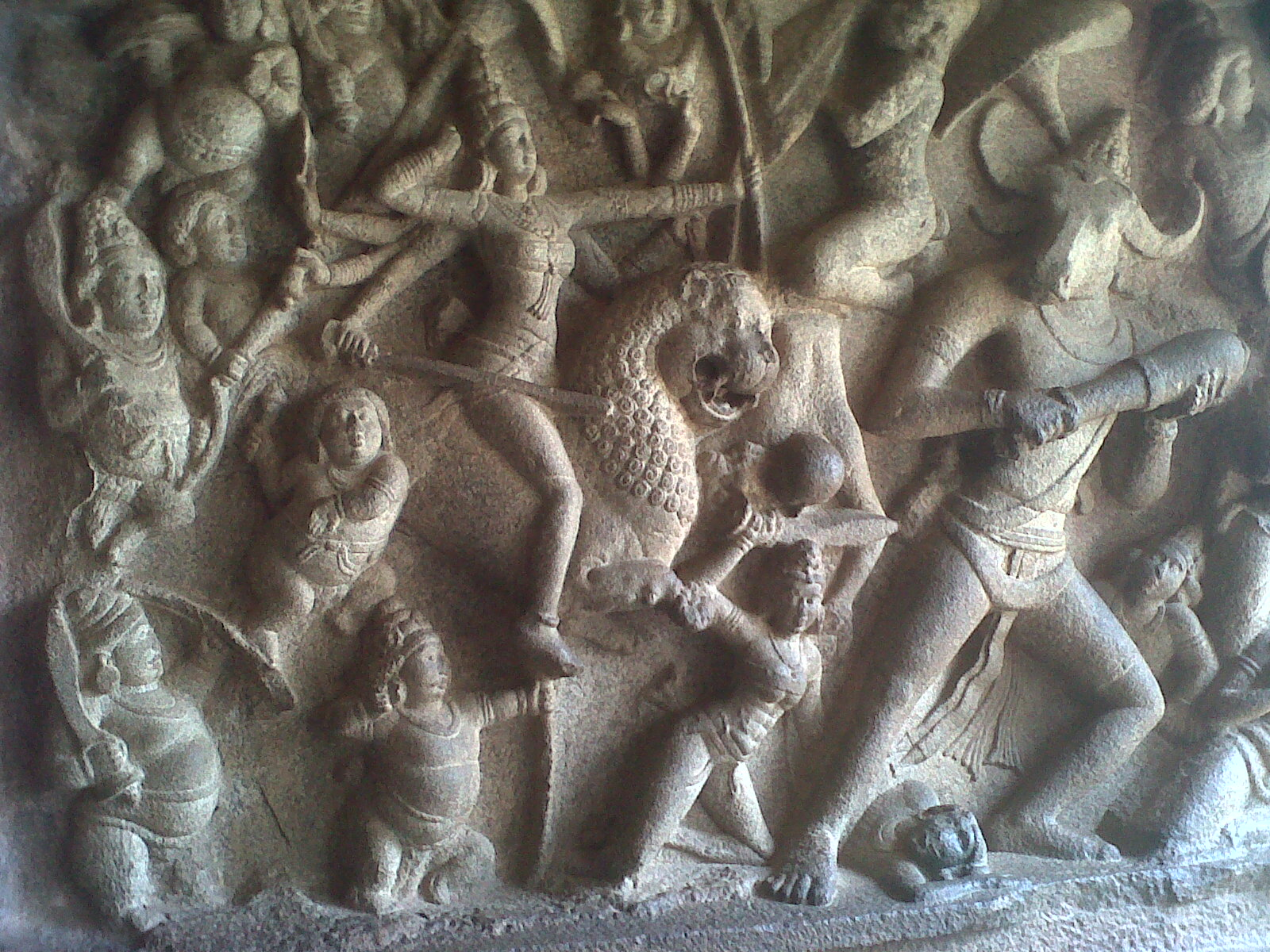
Durga walcząca z Mahiszasurą, płaskorzeźba z Tamil Nadu, VII-VIII wiek.

Durga (dewanagari दुर्गा forteca, beng. দুর্গা) – żeńskie bóstwo hinduistyczne, wojownicza forma Dewi. Do Durgi nie mają mieć dostępu konkurenci (jej imię oznacza też „Nieprzystępna”). Jest ona również niezwyciężona w boju. Czasami Durga powstaje z Wisznu jako moc snu lub jako moc stwórcza tego boga lub wyłania się z bogini Parwati, małżonki Śiwy.

## Natura
Zewnętrzna moc, maja, posiadająca naturę cienia ćit (duchowej mocy), wielbiona jest przez wszystkich ludzi jako Durga, czynnik stwarzający, zachowujący i niszczący ten doczesny świat. Durga działa zgodnie z wolą Pana Gowindy.

## Działanie
Jej główne zadanie to walka z demonami, kiedy wpada ona w gniew. Kiedy indziej bogowie męscy składają swe atrybuty, aby ukształtować Durgę jako obrończynię przed demonami.

## Mitologia
W jednym z mitów bogowie zostali podporządkowani demonom, którym przewodził Mahiszasura („Bawół”). Ten fakt tak bardzo rozwścieczył Wisznu i Śiwę, że ich gniew zjednoczył się z energią innych bogów, aby w efekcie powstała bogini, Durga, dosiadająca tygrysa. Demony rzuciły się na Durgę, która zabijała je maczugą, pętlicą, mieczem i trójzębem. Mahiszasura pod postacią bawołu przestraszył jej zastępy, a następnie zaatakował jej tygrysa. Durga rozwścieczona złapała go na arkan, ale on przemienił się w lwa. Potem odcięła jego głowę, ale wówczas Mahiszasura pojawił się jako mężczyzna z mieczem w dłoni. W końcu przeszyła mężczyznę mieczem, a ten przemienił się w słonia. Kiedy obcięła jego trąbę, na powrót stał się bawołem. Wreszcie odrzucając na bok góry rzucił się na nią. Durga doskoczyła do Mahiszasury i przeszyła go trójzębem. Kiedy próbował się uwolnić, odcięła mu głowę mieczem.

## Lista świątyń Durgi w Indiach

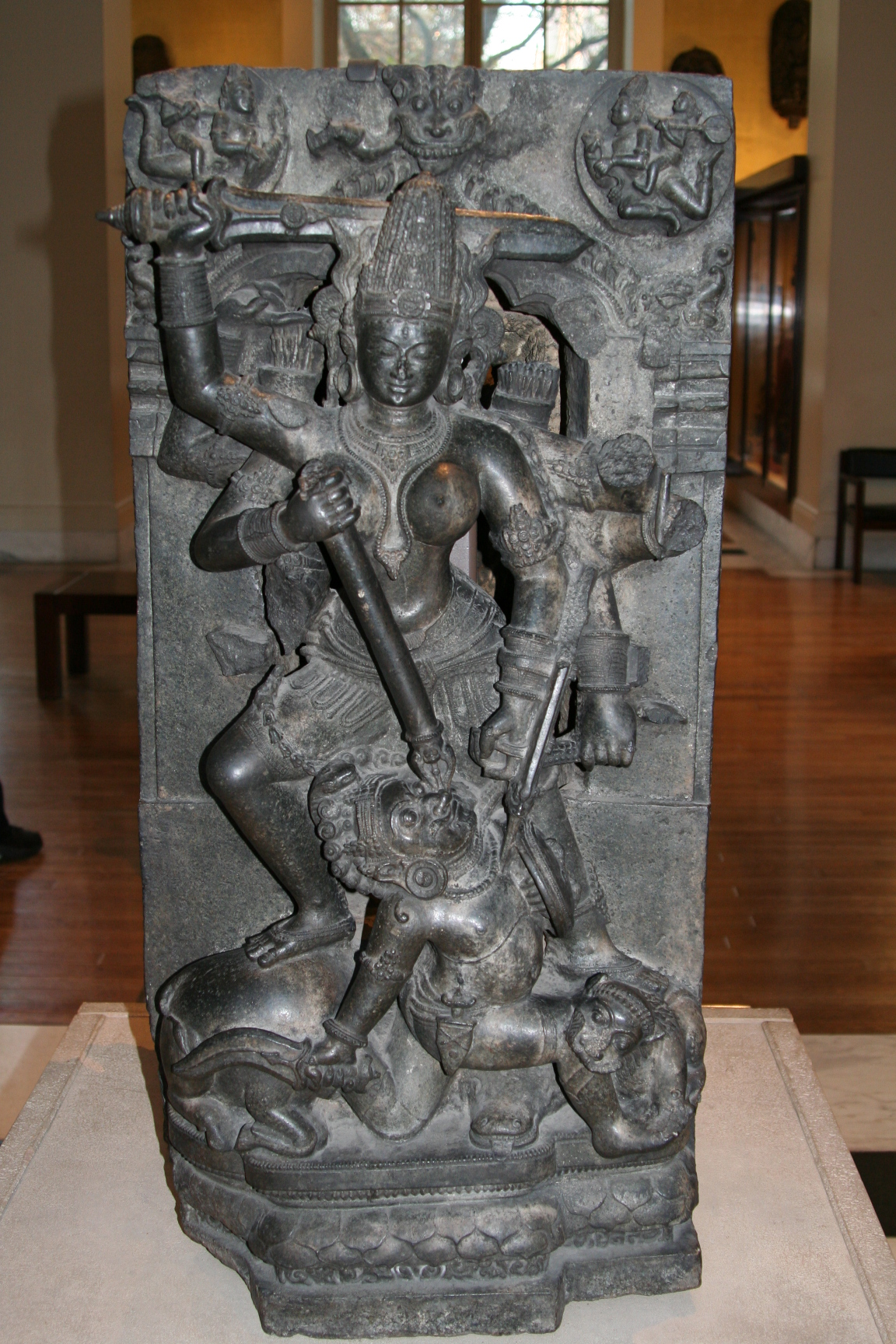
Posąg Durgi, British Museum

- Kanaka Durga Temple, Pandaripuram, Chilakaluripet, Andhra Pradesh
- DurgaKund Temple w Waranasi, największa ze wszystkich świątyń Durgi
- Matrimandir w mieście Auroville w pobliżu Pondicherry w Tamilnadu
- Sri Durga Parameshwari Mata Mandir, Karla
- Ambika Mata Temple w wiosce Jagat niedaleko Mount Abu, Rajasthan
- Bhairabi Temple (Bhairabi Devalaya), w Tezpur, Asam
- Sri Vijaya Durga Saunsthan, Keri, Goa
- Sri Durga Parameshwari Temple, Kateel, Karnataka
- Sri Durga Parameshwari Temple, Kamalashile, Karnataka
- Sri Durga Temple, Kunjarugiri, Udupi, Karnataka
- Sri Durga Parameshwari Temple, Talapady, Karnataka
- Mahishamardhini Temple, Kadiyali, Udupi, Karnataka
- Shree Durga Parameshwari Temple, Mundkur, Karnataka
- Shree Durga Parameshwari Temple, Bayer, Kasargod dystrykt, Kerala
- Kalighat Temple, Kalkuta
- Kamakhya Temple, Guwahati, Asam
- Devi Dol Sibsagar, Asam
- Devi Dol, Gaurisagar, Asam
- Kanaka Durga Temple, Vijayawada, Andhra Pradesh
- Amba Bhavani Temple, Tuljapur, Maharasztra
- Shanta Durga Temple, Goa
- Sri Patteeshwaram Durgai Temple (wielbiona przez wielką dynastię Chola przed każdą wojną), Kumbakonam, Tamilnadu
- Sri Kathiraamangalam Temple (Bogini, jako Swajambu, wielu Guru łącznie z Dhronaćarją medytowało w tym miejscu) Kumbakonam, Tamilnadu
- Shri Vindhyavasini Temple, Vindhyachal
- Shri Bramarambika Temple, Srisailam, Andhra Pradesh
- Shri Maha Kaleshwari Temple, Ujjain, Madhya Pradesh
- Shri Jogulamba Temple, Alampur, Kurnool District, Andhra Pradesh
- Shri Gnana Prasunaambika Temple, Srikalahasti, Andhra Pradesh
- Shri Siddha Peeth Durga Devi Temple, Waranasi, Uttar Pradesh
- Shri Mahishashuramardhini Temple, Thiruthani, Tamilnadu
- Shri Maihar Devi, Maihar, Madhya Pradesh
- Shri Annapurna Devi Temple, Waranasi, Uttar Pradesh
- Shri Vaishno Devi, Katra, Jammu i Kashmir
- Jamwa Mata temple w Jamwa Ramgarh, dystrykt Jaipur Rajasthan
- Shila Devi świątynia w Amber, Jaipur Rajasthan
- Sri Katyayani Peeth Temple we Vrindavan
- Sri Adya Katyayani Mandir, Chattarpur, Nowe Delhi
- Sri Kalka Ji Mandir, Kalkaji, Nowe Delhi
- Sri Sheetla Mata Mandir, Gurgaon
- Thrikkavu Shri Durga Bhagavathy Temple, Ponnani, Kerala[2]
- Amba Mata Temple, Mount Girnar, Dźunagadh, Gujarat (na lwie)
- Chamunda mataji – Chotila, Gujarat (Chamunda maa – z dwoma głowami)
- Shree Kalika maa – Pavagadh, Gujarat
- Harsiddhi maa(harshad mata) – Harsiddhi maa na szczycie wzgórza zwanym Koyla, jej mandir znajduje się w pobliżu Porbandar i Miyani – Gujarat
- Khodiyar mata – mandirs w Matel, Galdhara, rajapara – świątynia Khodiyar maa
- Bahuchara maa – mandir w Shankalpur lub Bahuchraji – niedaleko Ahmedabad Gujarat